# Шака Траоре
Шака Траоре (23 грудня 2004) — івуарійський футболіст, вінгер клубу «Мілан».

## Клубна кар'єра

### Парма
21 січня 2021 року Траоре дебютував у складі «Парми» в виїзному матчі Кубка Італії проти «Лаціо». 10 квітня 2021 року він дебютував у Серії А в матчі проти «Мілана» (1–3). Він став першим гравцем 2004 року народження, який зіграв у Серії А.

### Мілан
30 серпня 2021 року Траоре перейшов до клубу Серії А «Мілан», одразу приєднавшись до молодіжного складу. У липні 2023 року він продовжив контракт із клубом до червня 2028 року і був переведений до основної команди. 28 листопада 2023 року він дебютував у головній команді «Мілана» в матчі Ліги чемпіонів проти дортмундській «Боруссії» (1–3), вийшовши на заміну на 77-й хвилині. Через чотири дні Траоре зіграв свій перший матч у чемпіонаті за «Мілан» у матчі проти «Фрозіноне» (3–1). 2 січня 2024 року він вийшов у старті та забив свій перший гол за «Мілан» в Кубку Італії, забезпечивши перемогу над «Кальярі» з рахунком 4–1. 7 січня Траоре забив свій перший гол у Серії А в матчі проти «Емполі», зробивши внесок у перемогу з рахунком 3–0.

#### Оренда в Палермо
1 лютого 2024 року він приєднався до клубу Серії B «Палермо» на правах оренди до кінця сезону з можливістю переходу на постійній основі.

#### Повернення до «Мілан» та «Мілан Футуро»
Після завершення сезону 2023—2024 Траоре повернувся в «Мілан» і приєднався до новоствореної резервної команди «Мілан Футуро», яка мала змагатися в групі B Серії С. Він дебютував у складі «Мілана Футуро» 17 серпня 2024 року, вийшовши на заміну у виїзному матчі 1/8 фіналу Серії С Кубка Італії проти Новари, який завершився перемогою з рахунком 2–1.
Свій перший гол у складі «Мілана Футуро» він забив 26 вересня 2024 року, вийшовши на заміну замість Маттія Лібералі на 73-й хвилині та забивши другий гол головою на 85-й хвилині, забезпечивши домашню перемогу 2–1 у Групі B Серії C проти СПАЛ.

## Виступи за збірні
Траоре був викликаний до збірної Кот-д'Івуару U23 у березні 2023 року.

## Особисте життя
Він народився в Кот-д'Івуарі, переїхав до Італії, де й виріс.
У 2015 році він вирушив на невеликому судні від північного узбережжя Африки з метою дістатися до Італії. Опинившись в Італії, Траоре і його агент, якого згодом визнали винним у сприянні нелегальній імміграції, попрямували до Парми. Траоре подорожував під вигаданим ім'ям, а в паспорті був вказаний як Сіссе. В Італії 11-річний підліток підробляв, щоб вижити, поки його не виявив клуб U.S. Audace — відома академія в столиці провінції.

## Титули і досягнення
«Мілан»
- Володар Суперкубка Італії: 2024